# گوی هایچائو

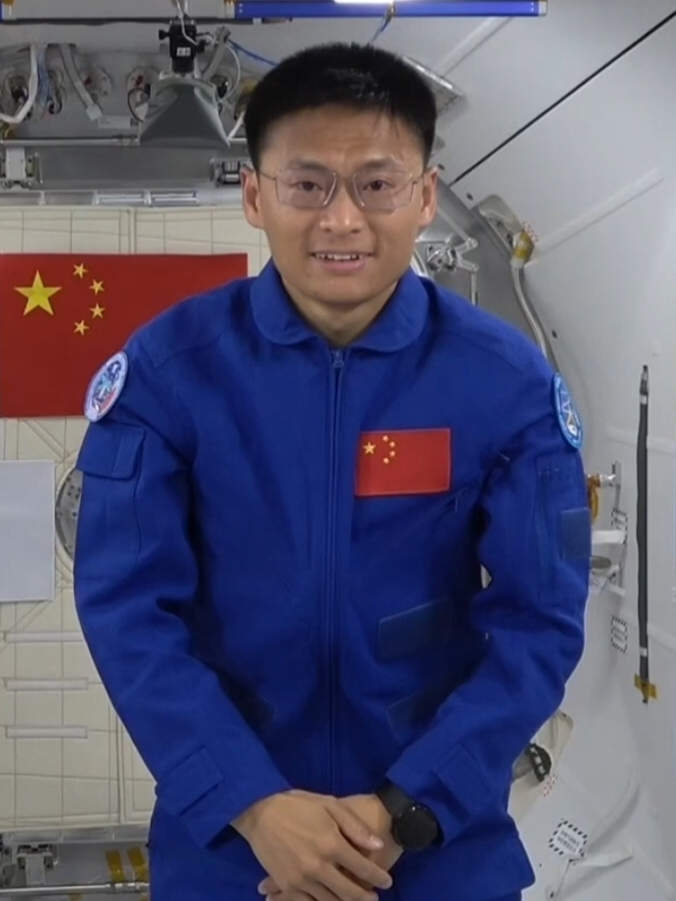
گوی هایچائو در ایستگاه فضایی چین، سال ۲۰۲۳

گوئی هایچائو (چینی متولد نوامبر ۱۹۸۶) یک مهندس هوافضا، محقق و استاد چینی‌ها که به عنوان بخشی از برنامه شنگجو انتخاب شده است. برخلاف تمام فضانوردان قبلی، گوئی اولین فضانورد غیرنظامی چینی است که در سپاه فضانوردان ارتش آزادیبخش خلق نام‌نویسی نکرده است و اولین متخصص محموله در مأموریت در برنامه فضایی سرنشین دار چین است.

## سنین جوانی و تحصیل
گوی هایچائو در بائوشان، استان یون‌نان، چین در خانواده ای کشاورز به دنیا آمد. او در مدرسه ابتدایی مرکزی یائوگوان (اکنون مدرسه مرکزی شهر یائوگوان، شهرستان شیدیان)، مدرسه راهنمایی یائوگوان (محلی به نام "مدرسه راهنمایی شماره ۳ شیدیان") و مدرسه راهنمایی شیدیان (مدرسه راهنمایی شماره ۱ شیدیان) تحصیل کرد. او به ترتیب در سال‌های ۲۰۰۹ و ۲۰۱۴ مدرک کارشناسی مهندسی و پی‌اچ‌دی را در رشته مهندسی هوافضا از دانشگاه بیهانگ، پکن، چین دریافت کرد.

## شغل دانشگاهی
از سال ۲۰۱۴ تا ۲۰۱۷، او به‌طور متوالی در گروه علوم و مهندسی زمین و فضا، دانشگاه یورک، تورنتو، کانادا، و گروه مهندسی هوافضا، دانشگاه رایرسون (دانشگاه متروپولیتن تورنتو از سال ۲۰۲۲)، تورنتو، پژوهشگر فوق دکترا بود. وی از سال ۲۰۱۷ دانشیار دانشکده فضانوردی دانشگاه بی هانگ بوده است. علایق تحقیقاتی او شامل دینامیک فضاپیما، کنترل غیرخطی، و تئوری تخمین، با تأکید بر کاربرد در سیستم‌های فضایی است.

## حرفه فضایی

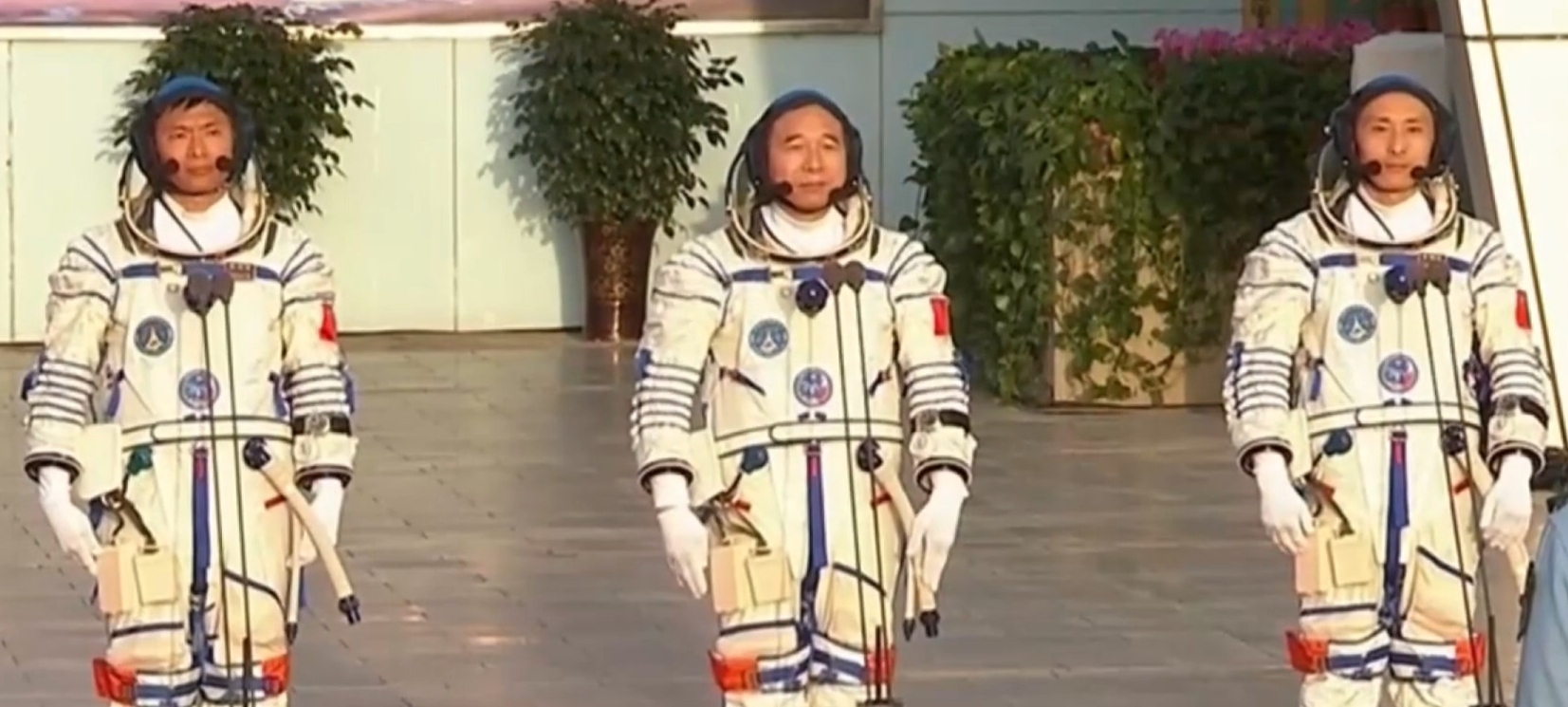
خدمه شنژو ۱۶

هنگامی که گی هایچائو در بهار ۲۰۱۸ متوجه شد که دفتر پروازهای فضایی انسانی و مرکز آموزش فضانوردی چین علاوه بر خلبانان جنگنده، به دنبال کارشناسان غیرنظامی محموله برای استفاده و توسعه ایستگاه فضایی چین هستند، فوراً تماس گرفت. . از ۲۵۰۰ کاندیدای پذیرفته شده پس از بررسی مدارک درخواست، ۱۸ فضانورد پس از یک فرایند انتخاب سه مرحله ای که در سپتامبر ۲۰۲۰ به پایان رسید، پذیرفته شدند، از جمله چهار متخصص محموله، که یکی از آنها Gui Haichao علیرغم نزدیک بینی خفیفش بود. از بین چهار کارشناس محموله، گی هایچائو تنها فردی بود که مدرک دانشگاهی داشت. مراسم رسمی سوگند برای گروه انتخابی جدید در ۱ اکتبر ۲۰۲۰، تعطیلات ملی چین برگزار شد. گوی هایچائو، که قبلاً در ژوئیه ۲۰۲۰ به حزب کمونیست چین پیوسته بود، اکنون اولین فضانورد غیرنظامی بود.

### شنژو ۱۶
بعداً او در ژوئن ۲۰۲۰ به عنوان متخصص بار در مأموریت شنژو ۱۶ منصوب شد، بنابراین اولین غیرنظامی چینی از گروه ۳ در فضا در ۳۰ می ۲۰۲۳ شد او مسئول عملیات محموله‌های آزمایشی علوم فضایی در مدار است.

## انتشارات (انتخاب شده)
- مشاهده‌گر و کنترل‌کننده دوگانه زمان محدود جهانی هیبریدی برای ردیابی وضعیت فضاپیمای بدون سرعت zusammen mit Yong Wang und Wenjie Su، ۲۰۲۰ در فناوری سیستم‌های کنترل، معاملات IEEE در PP(99): S. 1-13 doi: 10.1109/TCST.2020.3030670
- ردیابی نگرش فضاپیمای متحمل خطا مبتنی بر مشاهده‌گر با استفاده از تحلیل‌های متوالی لیاپانوف، ۲۰۲۰
- ردیابی موقعیت فضاپیمای مبتنی بر کواترنیون دوگانه با ناظر سرعت نمایی جهانی zusammen mit Qingqing Dang und Hao Wen، ۲۰۱۹، در مجله راهنمای، کنترل و دینامیک 42(9): S. ۱–۱۰ doi :10.2514/1. G004302 آنلاین
- ردیابی موقعیت فضاپیما با تحمل خطا تطبیقی با تخصیص کنترل zusammen mit Anton HJ de Ruiter, 2017, in Control Systems Technology, IEEE Transactions on PP(99): S. 1–16 doi :10.1109/TCST.2017.27713 online
- FTUT Final zusammen mit George Vukovich، 2016 آنلاین
- در مورد تثبیت نگرش یک فضاپیمای صلب با استفاده از دو ژیروس لنگر کنترلی چوله zusammen mit Lei Jin, Shijie Xu و Jun Zhang، ۲۰۱۴، در دینامیک غیر خطی 79(3): pp. ۲۰۷۹–۲۰۹۷ doi: 10.1007/s11071-014-1796-0 آنلاین